# Le Faou
Le Faou [lə fʊ] (bretonisch Ar Faou) ist eine Gemeinde im Westen Frankreichs im Département Finistère in der Region Bretagne. Sie hat 1882 Einwohner (Stand 1. Januar 2022) und war als eines der Plus beaux villages de France (Schönste Dörfer Frankreichs) klassifiziert.

## Geografie
Le Faou liegt am gleichnamigen Fluss circa 25 Kilometer südöstlich von Brest vor der Halbinsel Crozon an der Rade de Brest, einer tief ins Land ragenden Bucht des Atlantiks.

## Bevölkerungsentwicklung
| Jahr                       | 1962 | 1968 | 1975 | 1982 | 1990 | 1999 | 2006 | 2017 |
| Einwohner                  | 1268 | 1313 | 1510 | 1554 | 1522 | 1571 | 1669 | 1727 |
| Quellen: Cassini und INSEE |      |      |      |      |      |      |      |      |

## Sehenswürdigkeiten
- Altstadt mit schiefergedeckten Granithäusern aus dem 16. Jahrhundert
- Kirche St. Sauveur aus dem 16. Jahrhundert
- Wallfahrtskirche Notre-Dame-de-Rumengol aus dem 17. Jahrhundert

Siehe auch: Liste der Monuments historiques in Le Faou

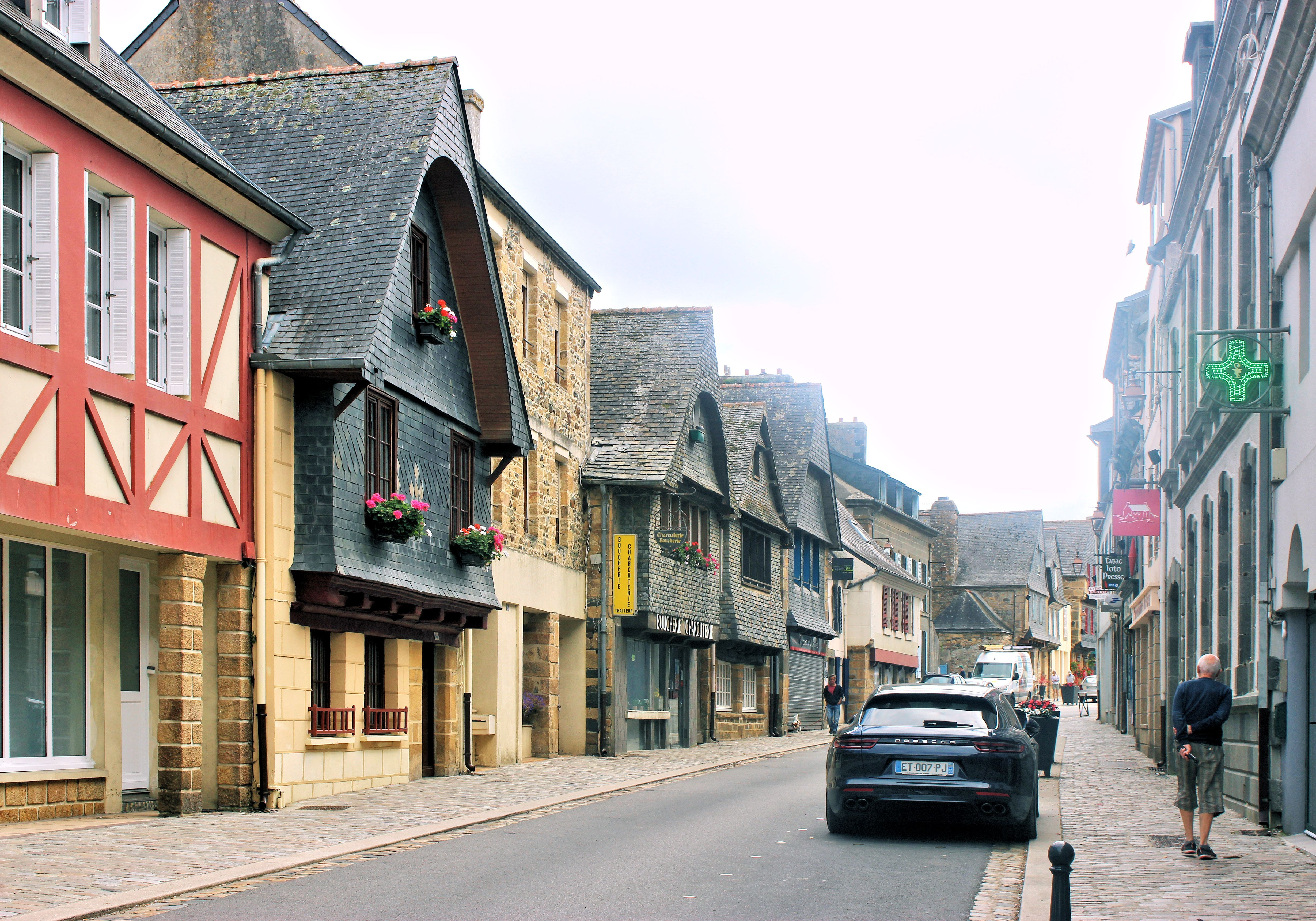
Häuserzeile in der Altstadt
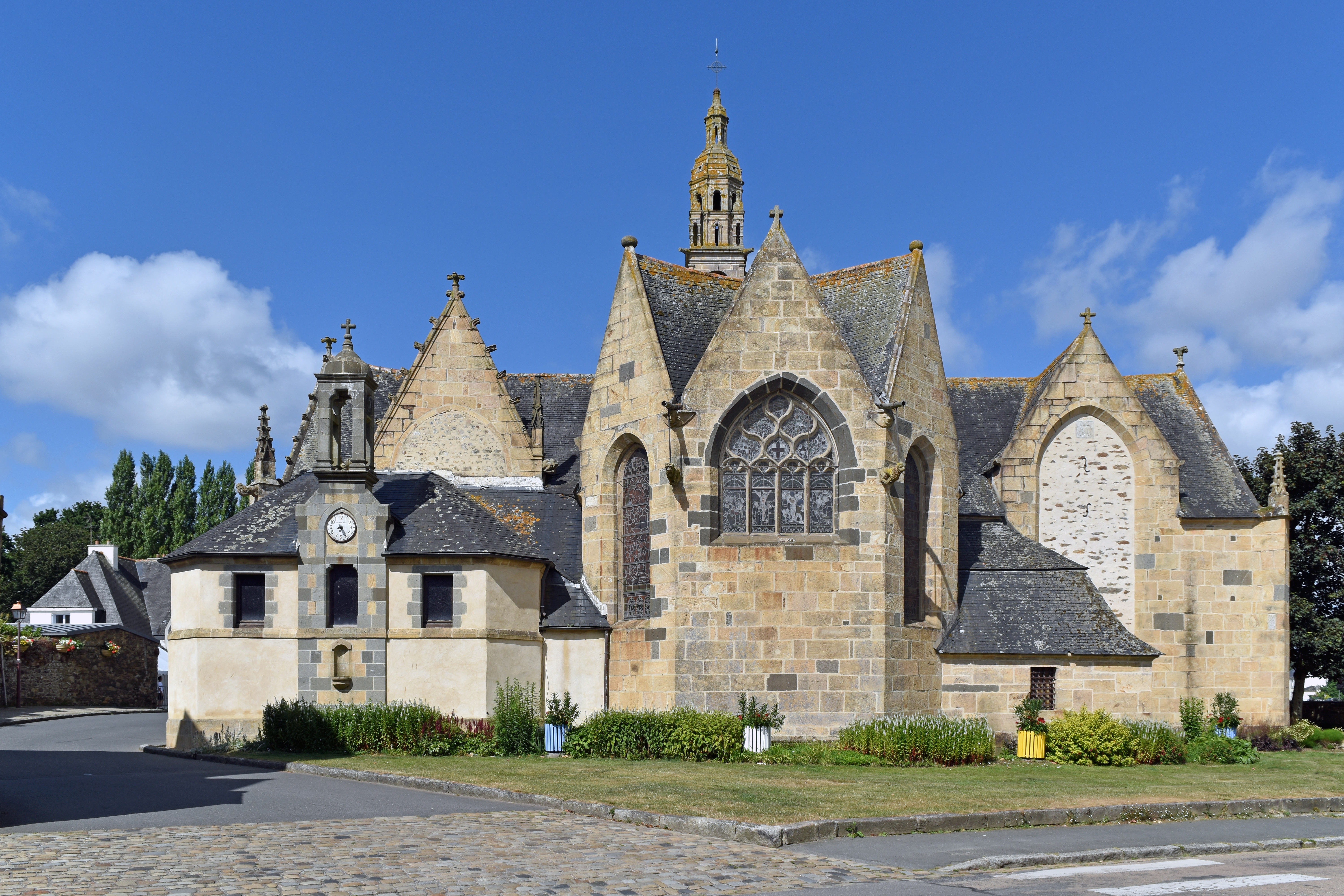
Kirche Saint-Sauveur
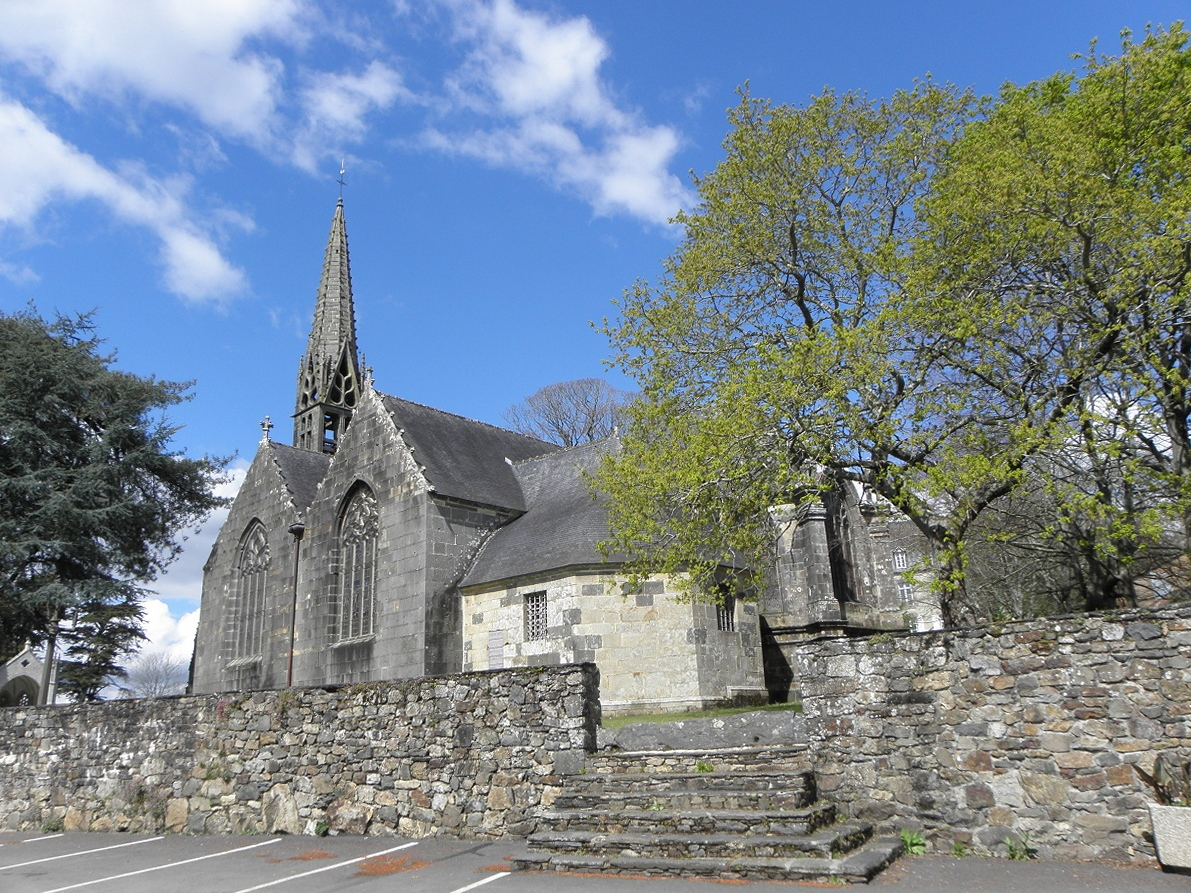
Kirche Notre-Dame-de-Rumengol